# Eli Content
Eli Content (* 14. August 1943 in Vevey; † 19. Mai 2022 in Amsterdam) war ein niederländischer Maler, Zeichner und Collagist. Sein jüdischer Hintergrund spielt eine Rolle in seinem künstlerischen Werk.

## Biografie
Eddy Elia „Eli“ Content wurde 1943 in Vevey in der Schweiz geboren, nachdem seine Eltern ein Jahr zuvor auf der Flucht vor den Nationalsozialisten dorthin gekommen waren. Nach dem Krieg kehrte die Familie in die Niederlande zurück und Content wuchs in Hilversum auf. Von klein auf interessierte er sich für künstlerische Ausdrucksformen und besuchte Ausstellungen in der Hilversum Steendrukkerij de Jong & Co, entdeckte Poesie und die Kunst von CoBrA. Da er zunächst nicht in der Lage war, seinen künstlerischen Traum zu verwirklichen, schickte ihn sein Vater – ein Fleischhändler – mit 14 Jahren in die Fleischerschule. Anschließend wurde er Koch auf der Holland-Afrika Lijn, gefolgt von drei Jahren in einem Kibbuz in Israel. Zurück in Amsterdam, arbeitete er in der Küche eines Restaurants.
Content war von der Malerei und der Poesie angetan, war aber zunächst nicht erfolgreich. Um seine Fähigkeiten zu verbessern, besuchte er ab 1974 eine Ausbildung bei den Ateliers ’63, die er ein Jahr später abschloss. 1976 wurden seine Arbeiten erstmals im Stedelijk Museum Amsterdam ausgestellt. Danach gelang es ihm, sich einen Namen als bildender Künstler zu machen, zunächst mit abstrakten Werken, später aber auch mit figurativen Arbeiten. Im Jahr 1979 erhielt er eine Einzelausstellung im Museum Fodor in Amsterdam. In den folgenden Jahren folgten Ausstellungen im In- und Ausland, unter anderem im Stedelijk und im Van Gogh Museum in Amsterdam, im Van Abbemuseum in Eindhoven, der Barbican Art Gallery in London, dem Jewish Museum in New York, der Benitez Gallery in Madrid und dem Kunsttempel in Kassel.
Seine engste inhaltliche Bindung entwickelte sich mit dem Joods Museum in Amsterdam, für das er eine bemalte Laubhütte (1989), das Monument der Lebenden (2000), die Fenster mit Lebensbäumen, die Bemalte Wand im Kindermuseum (2006) und die Cabana (Laubhütte) der Portugiesischen Synagoge (2011) schuf.
Er unterrichtete auch an der Gerrit Rietveld Academie in Amsterdam sowie an der Kunstacademie Kampen und der Kunstacademie Zwolle.
Im Jahr 2016 veröffentlichte Content das Bilderbuch Au Commencement beim Verlagshaus Gallimard. Im Jahr 2019 organisierte das Jüdische Museum die retrospektive Ausstellung Eli Content. So sehr habe ich auf die Schönheit geschaut, zu der der gleichnamige Katalog erschienen ist. Für das Kindermuseum des Jüdischen Museums gestaltete er im selben Jahr die Ausstellung Der Wald der Träume. Im Jahr 2020 stellt Content in der Galerie Onrust in Amsterdam einige der Kartonausschnitte aus, die er während seines Krankenlagers im Jahr 2020 angefertigt hat. Im Jahr 2022 wurde Content's neuestes Werk in der Ausstellung Lust for Life + more im Stedelijk Museum Kampen gezeigt.
In den letzten vierzig Jahren seines Lebens stempelte Content Gedichte verschiedener Dichter auf Papier und hängte sie als Zeichen seiner Liebe zur Poesie vor das Fenster.
Content war seit 2007 mit der niederländischen Politikerin und Schriftstellerin Karina Schaapman verheiratet.